# ナイジェリア連邦

ナイジェリア連邦
Federation of Nigeria (英語)

国歌: God Save the Queen（英語）
女王陛下万歳（1960年まで）

Nigeria, We Hail Thee（英語）
ナイジェリアよ、我々は汝を讃える（1960年から）

ナイジェリア連邦（ナイジェリアれんぽう、英語: Federation of Nigeria）は、かつて存在した現在のナイジェリアの前身にあたる国家である。
1960年10月1日までイギリスの保護領だったが、同年にナイジェリア独立法が制定されたことで独立国家となった。イギリスの君主であったエリザベス2世は、ナイジェリア女王として国家元首の座に就いていたが、憲法上に於ける権限はナイジェリア総督に与えられていた。
1963年10月1日に君主制が廃止され、ナイジェリア連邦共和国が成立した。そして、ナイジェリア総督を務めていたンナムディ・アジキウェが、ナイジェリアの初代大統領に就任した。
ナイジェリア連邦の存在期間中、総督の職にあったのは3人であった。
1. サー・ジョン・スチュアート・マクファーソン　1954年 – 1955年6月15日
2. サー・ジェームズ・ウィルソン・ロバートソン　1955年6月15日 – 1960年11月16日
3. ナンディ・アジキウェ 博士　1960年11月16日 – 1963年10月1日

## 連邦で発行していた切手

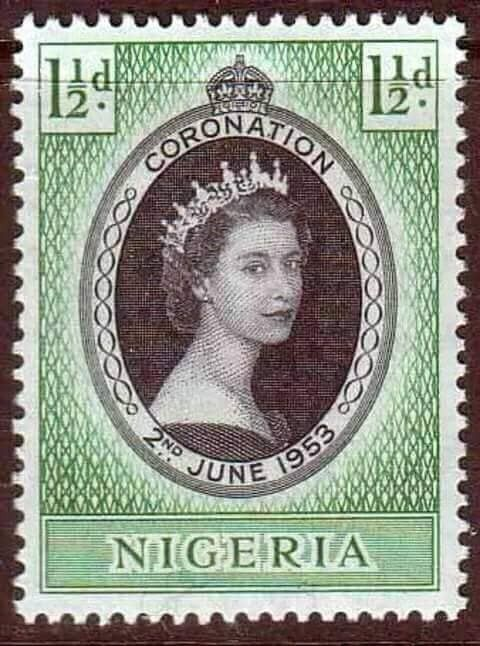
戴冠式切手、1953年
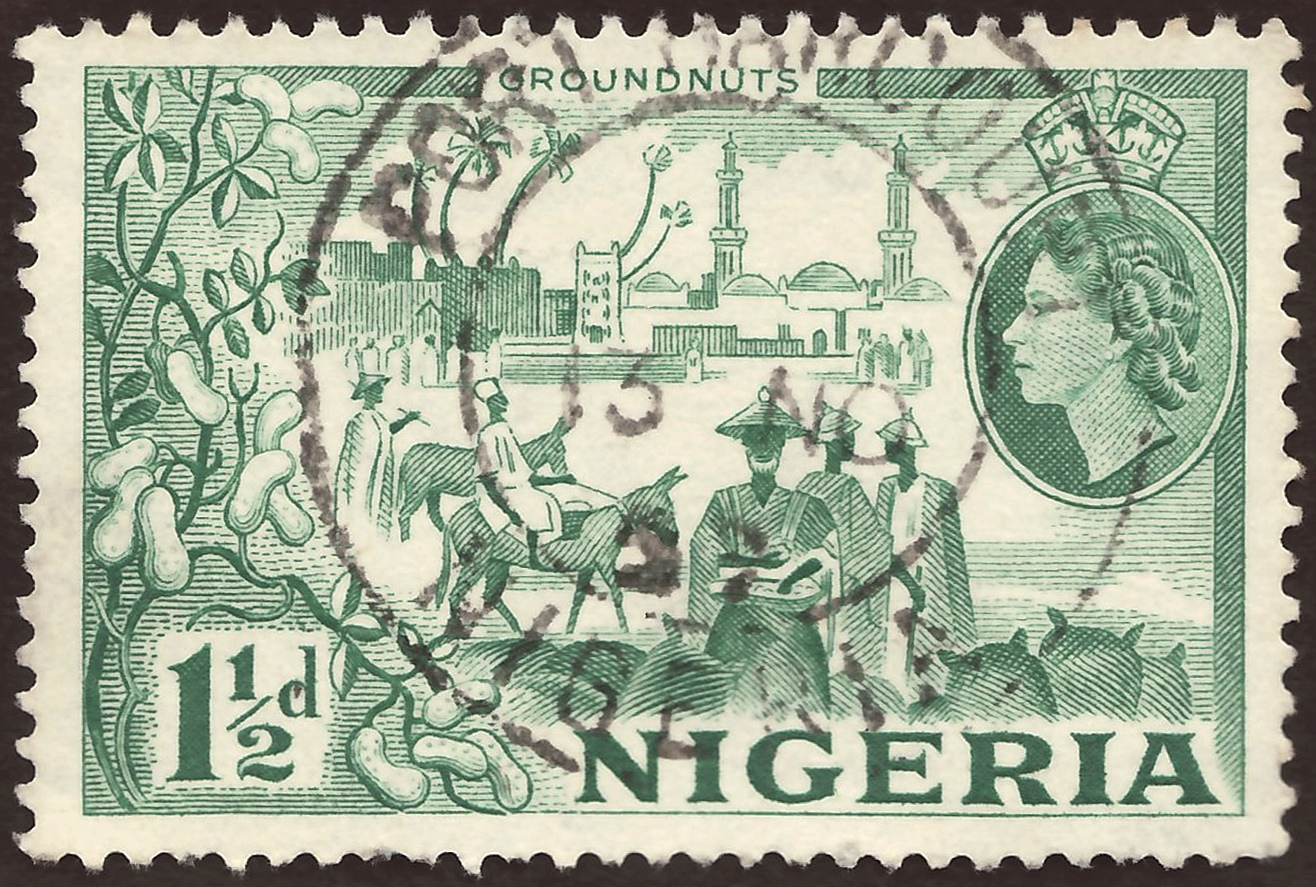
落花生の収穫を描いたもの、1953年
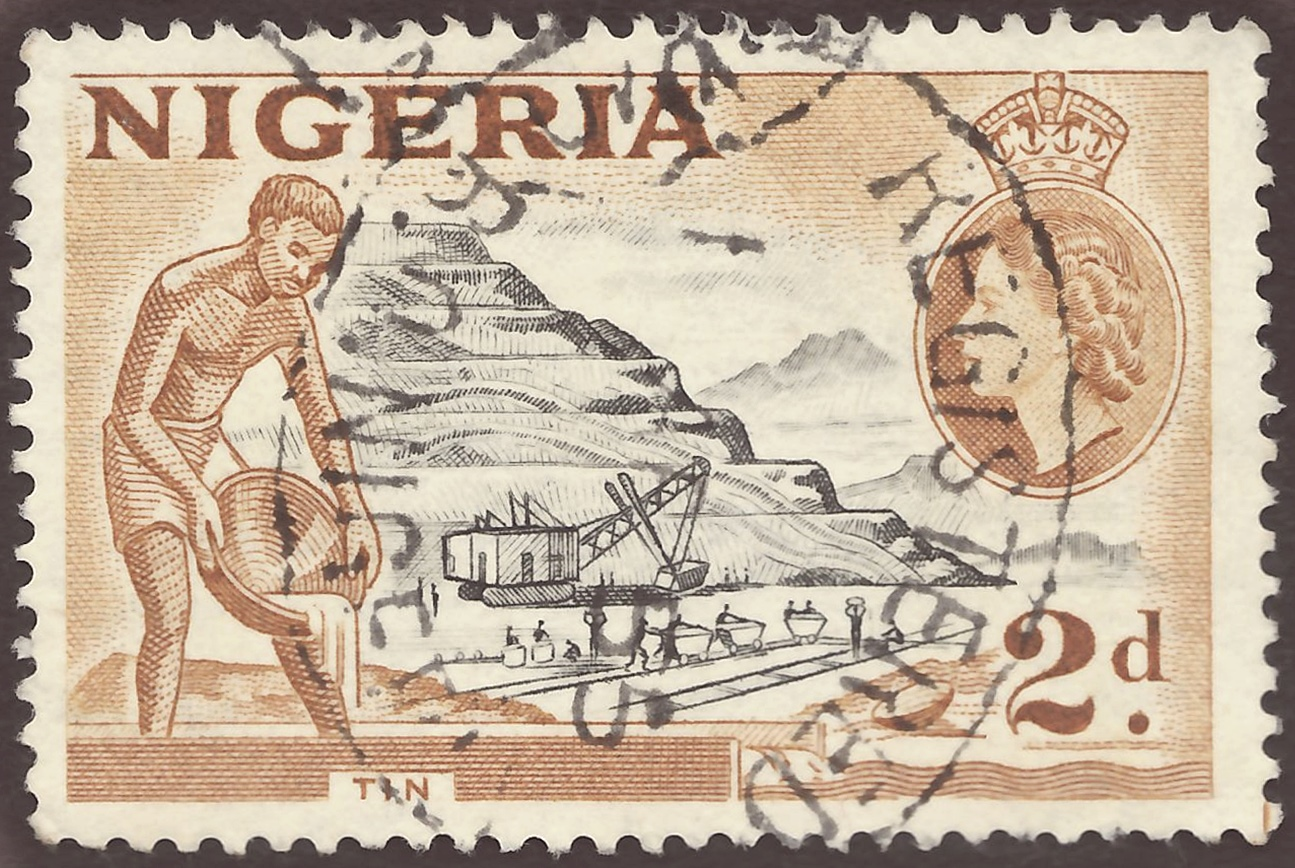
ナイジェリアの錫鉱山を描いたもの、1953年
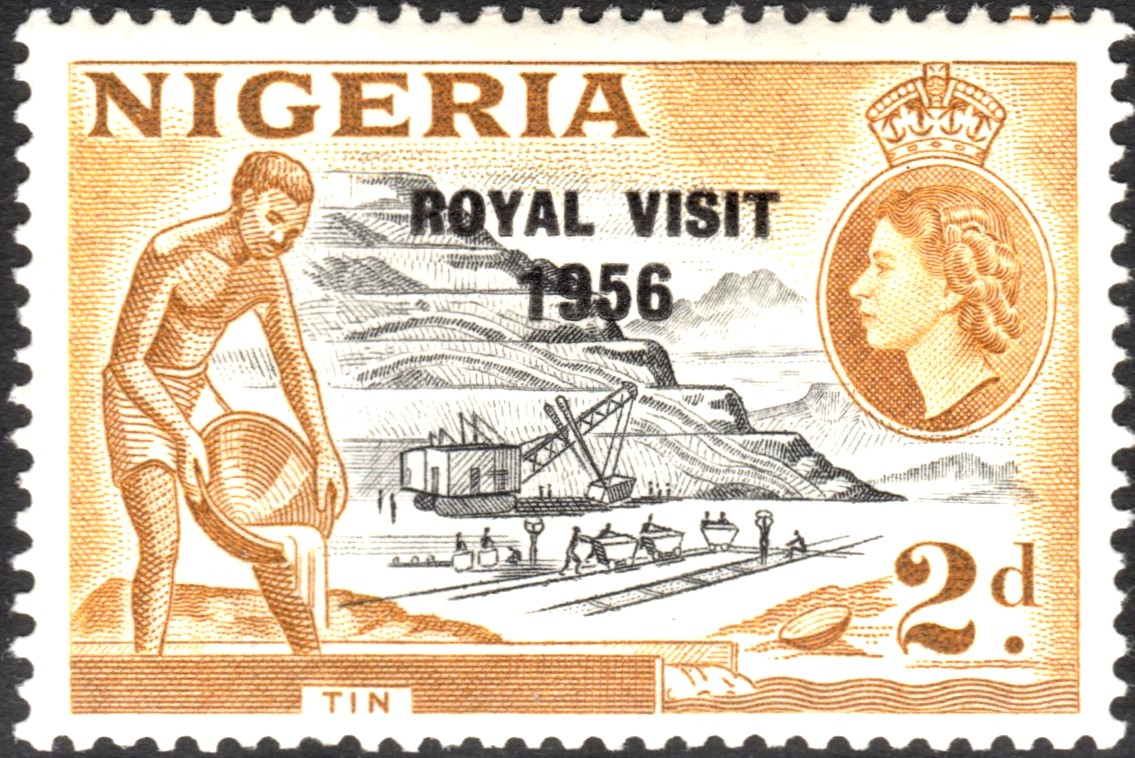
1956年の女王の訪問を記念して刷り直された
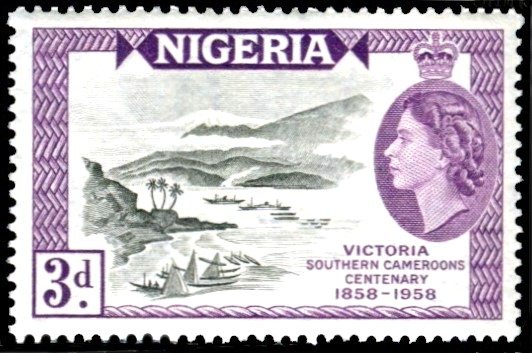
1958年　ビクトリア市百周年を記念して